# Ischnocampa affinis
Ischnocampa affinis là một loài bướm đêm thuộc phân họ Arctiinae, họ Erebidae.